# Sinapidendron angustifolium
Sinapidendron angustifolium là một loài thực vật có hoa trong họ Cải. Loài này được Lowe miêu tả khoa học đầu tiên.